# Basílica de Santa Inês Extramuros
Sant'Agnese fuori le mura ou Basílica de Santa Inês Extramuros, conhecida também apenas como Sant'Agnese, é uma basílica menor e igreja titular de Roma, Itália, localizada num terreno em declive à beira da Via Nomentana, que parte de Roma em direção ao nordeste e dedicada a Santa Inês, cujas relíquias estão sob o altar-mor. A igreja está localizada sobre o local das antigas catacumbas onde Santa Inês foi enterrada originalmente e que ainda podem ser visitadas. A primeira igreja no local foi fundada por Constantino I em 342 em memória da santa, cujas ruínas estão ao lado do Mausoléu de Santa Constança, no mesmo local. A igreja atual foi construída a alguns metros de distância da antiga basílica constantiniana pelo papa Honório I no século VII e ainda mantém muito de sua estrutura original, apesar das muitas mudanças na decoração. Destaca-se o mosaico na abside, que retrata Inês, Honório e outro papa, que está praticamente na condição original.
A igreja atualmente é administrada pelos Cônegos Regulares Lateranenses desde 1489. O cardeal-presbítero do Título de Santa Inês Fora das Muralhas é Camillo Ruini, antigo bispo de Nepte.

## História
Uma basílica muito grande havia sido construída a poucos metros de distância no século IV à qual estava anexo o grande Mausoléu de Constantina, a filha do imperador romano Constantino. O mausoléu foi depois convertido em igreja e existe ainda hoje com o nome de Santa Costanza. Ele abriga mosaicos dos séculos IV a VII muito importantes, especialmente na abóbada do deambulatório, com motivos seculares, e nas absides, com algumas das mais antigas representações de Jesus num estilo que se tornaria depois o padrão por todo o ocidente, com cabelo comprido e loiro e uma auréola.
Esta basílica mais antiga caiu em desuso conforme Roma declinava e foi substituída no século VII pela presente igreja, muito menor, encomendada pelo papa Honório I. A parte inferior das paredes aproximadamente metade do lado norte indo até a abside da basílica constantiniana ainda podem ser vistos no local. A nova igreja foi construída diretamente acima do local onde se acreditava estar sepultada Santa Inês. O antar térreo desta nova igreja está a aproximadamente dois metros acima do piso das catacumbas e as entradas públicas dão acesso à galeria do segundo andar. Um longo lance de largos degraus, repleto de inscrições oriundas das catacumbas e de outros antigos edifícios exibidos nas paredes leva do nível da rua até o nível térreo da igreja. O mosaico da abside, da época de Honório, ainda está in situ e foi menos afetado pelas restaurações ao longo dos séculos do que os demais.

## Interior

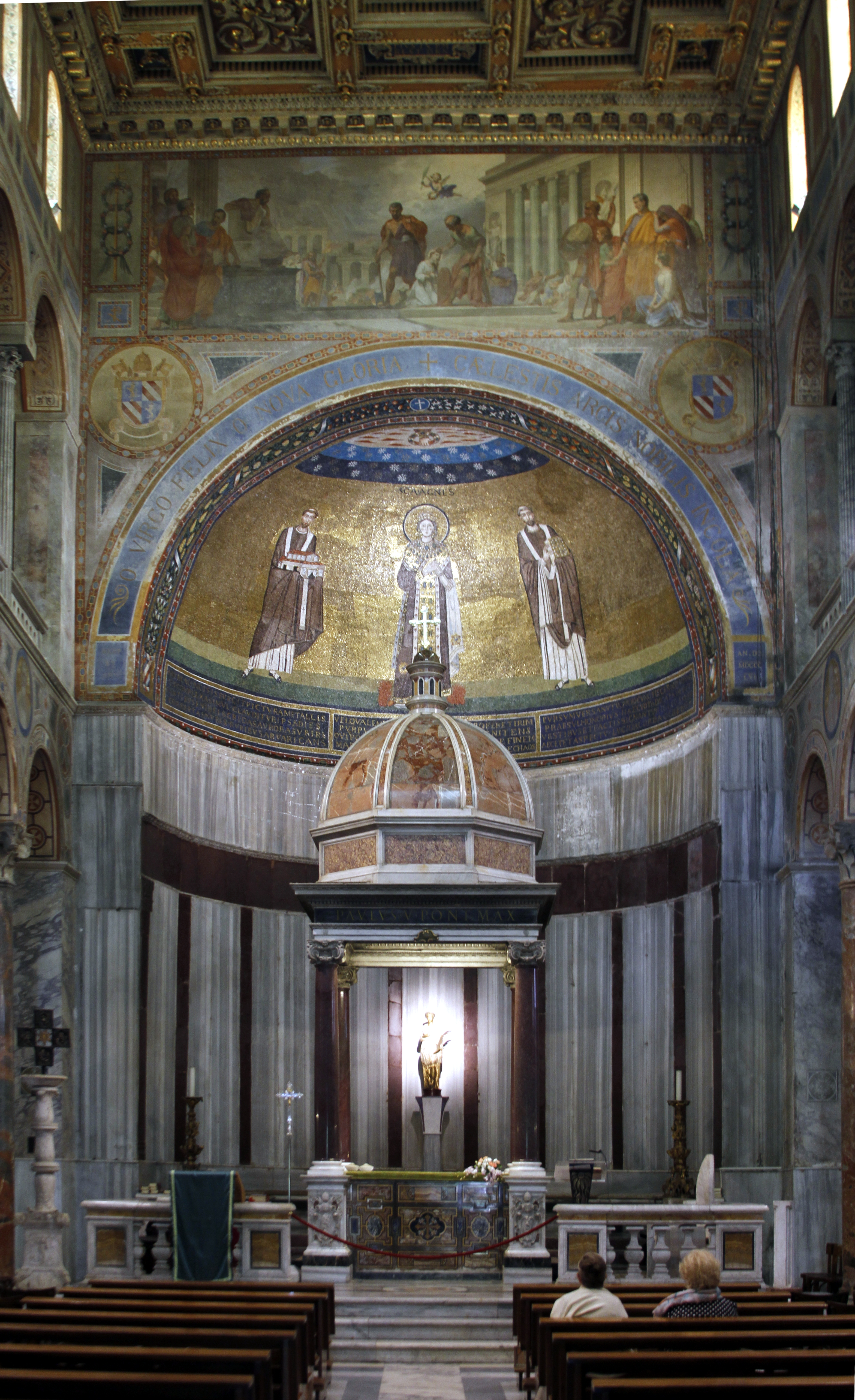
Altar-mor e arco triunfal

O interior é dividido por dezesseis colunas antigas. Apesar de modificações e aumentos, percebem-se claramente as antigas estruturas medievais, particularmente as galerias típicas ao longo da frente e dos lados. No começo do século XVII, o coro foi modificado, acrescentando-se capelas laterais, um baldaquino barroco levantado sobre o altar-mor. A decoração do arco triunfal foi executada no século XIX. A igreja conta com uma galeria separada para mulheres (matroneu), similar ao de San Lorenzo fuori le mura. Santa Emerenciana também está enterrada em Sant'Agnese.
Particularmente dignos de atenção são o teto de madeira, ricamente ornado, na nave central, que é inusitadamente alta e estreita e data de 1606; o trono episcopal em pedra, do século VII, na abside; o candelabro de mármore ao lado do cibório do século XIII.
O mais impressionante é o mosaico da semicúpula da abside que data do século VII. Santa Inês, delgada como uma coluna, está no centro da área pictórica, adornada de jóias como uma imperatriz bizantina, vestida em roupa violeta, com estola dourada. Fogo e espada, instrumentos de seu martírio, jazem a seus pés. Vê-se flanqueada pelos papas Honório e um outro papa não identificado, que lhe oferecem um modelo da igreja. Acima dela, no ápice da meia-cúpula, o céu parece se abrir e surge a mão de Deus. O cordeiro carregado pela mártir se refere à lenda que a santa apareceu a seus pais, depois de morta, rodeada de santos e carregando um cordeirinho.

## Devoção
É nesta igreja que, no dia da festa de Santa Inês (21 de janeiro), dois cordeiros vindos da Abadia delle Tre Fontane são abençoados pelo Abade Geral da Ordem dos Cônegos Regulares Lateranenses. A lã dos dois é depois tosquiada e oferecida ao papa, que as entrega às monjas beneditinas do Mosteiro de Santa Cecília, que tecem os pálios, as estolas enviadas aos recém-elevados a arcebispo para simbolizar sua união com o papado.

## Catacumbas
As catacumbas são em três andares, datando dos séculos II ao V. Parte do nível mais alto, mais antigo, pode ser visitado com a ajuda de guias. Embora não haja mais pinturas in situ, há diversas inscrições e imagens gravadas, mas muitas estão nas paredes da escadaria de acesso à igreja atualmente.

## Galeria

Imagens da igreja
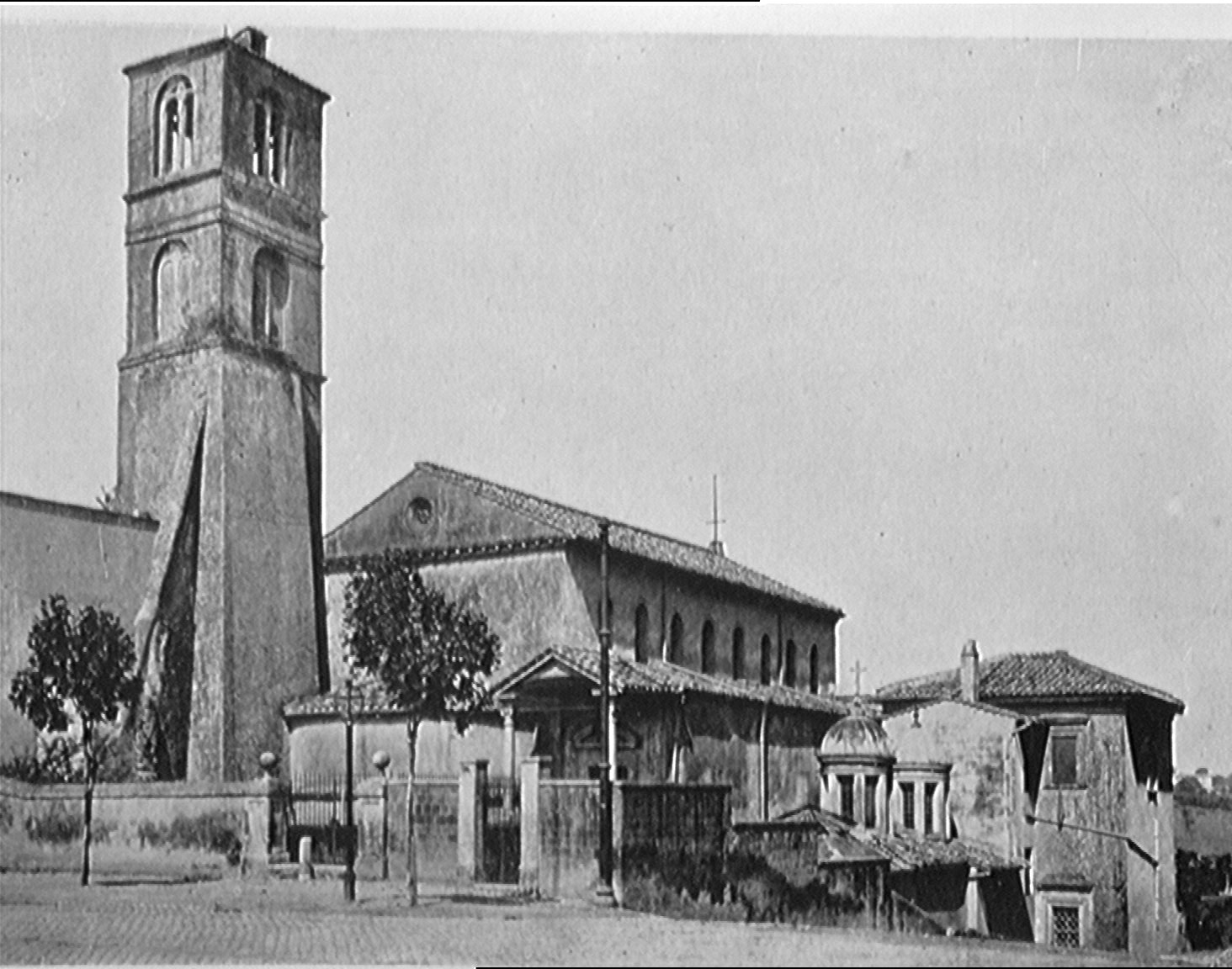
Vista da basílica em 1911
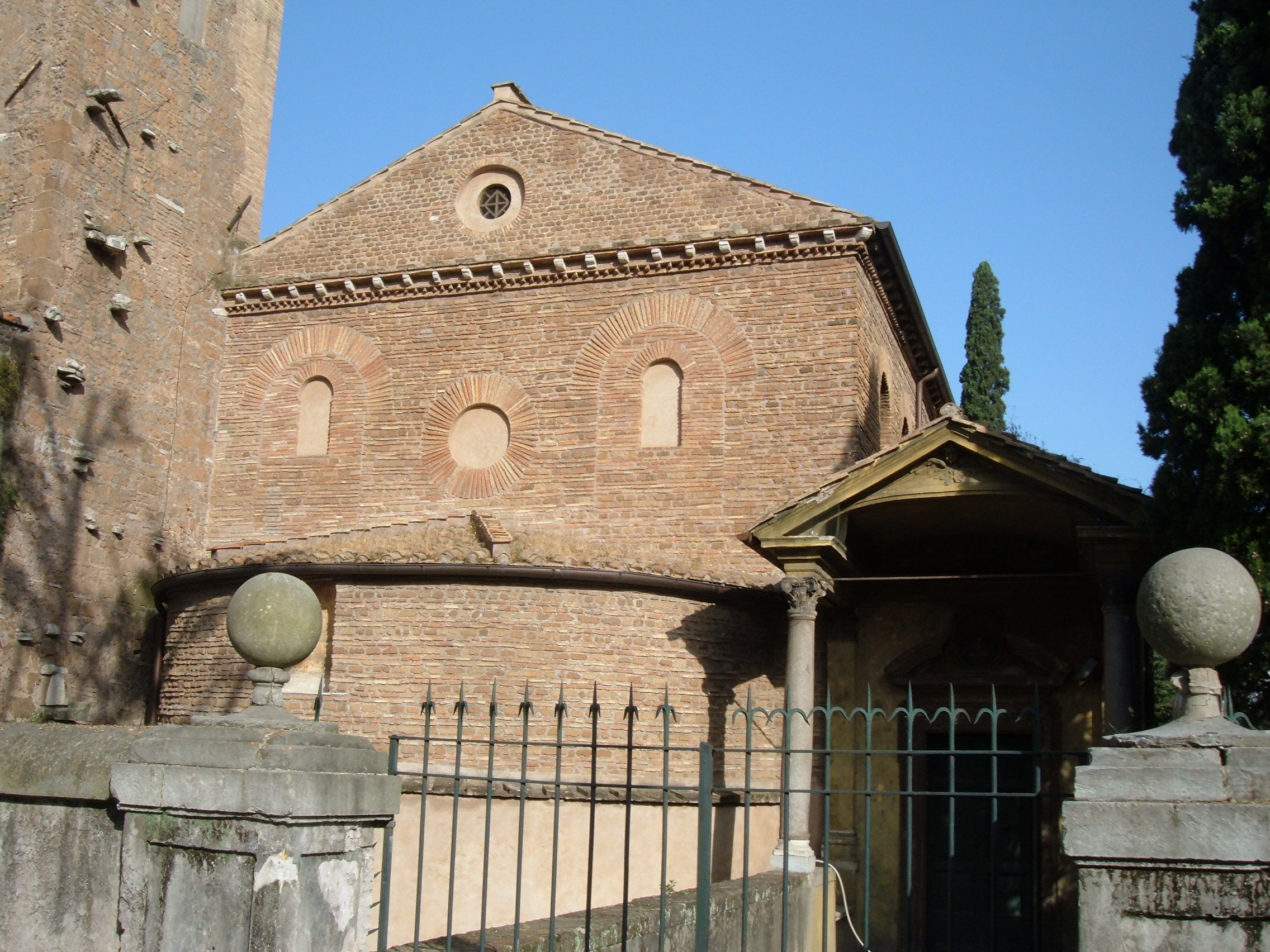
exterior da basílica
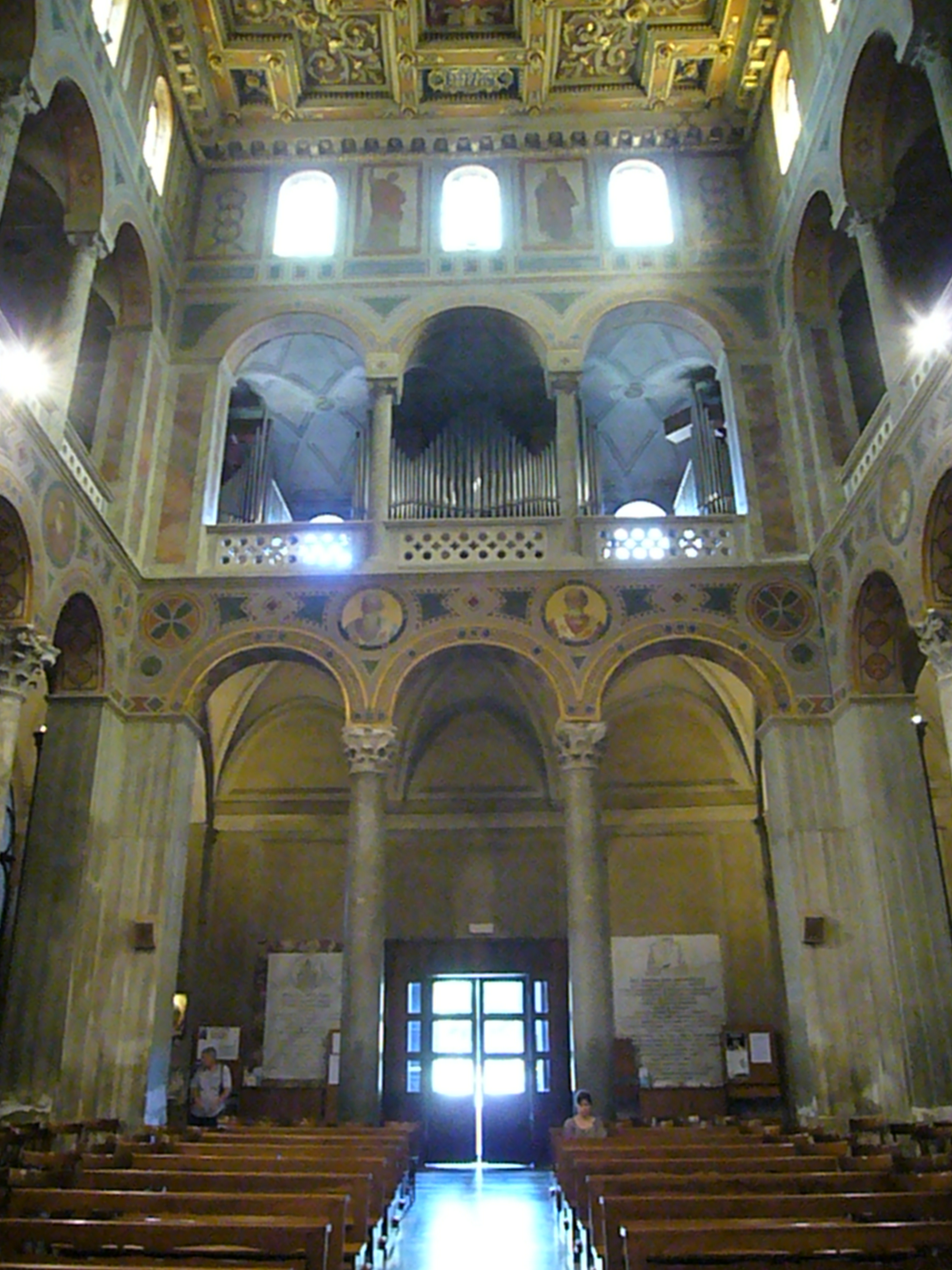
Contra-fachada e órgão
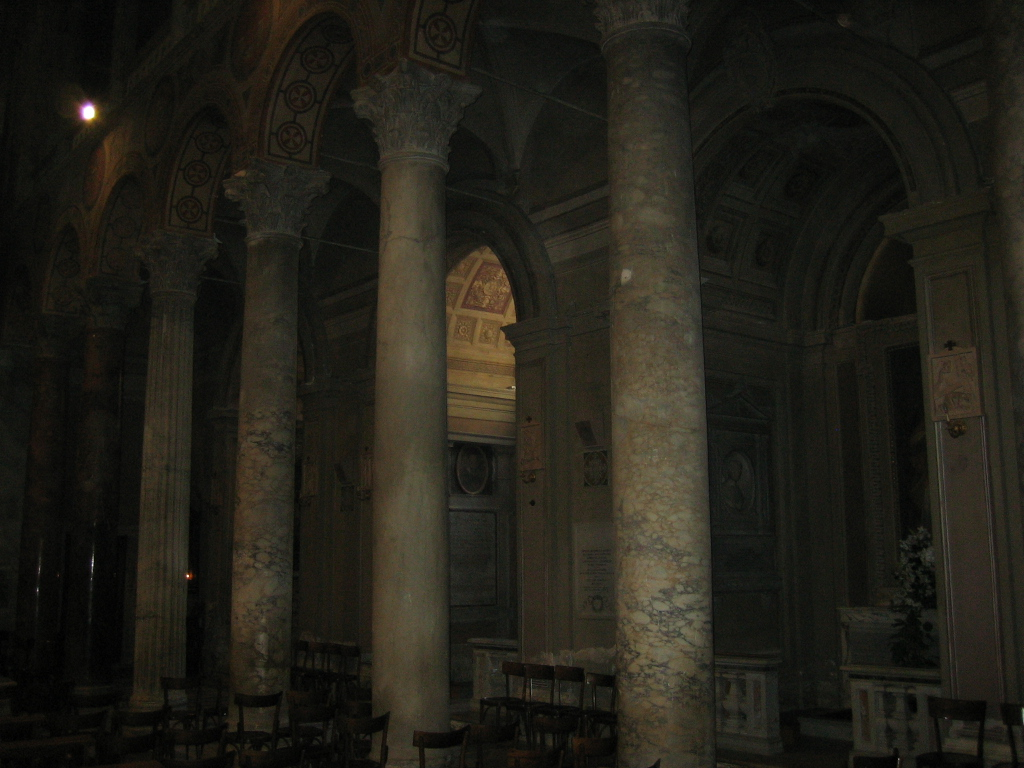
Colunas antigas na nave
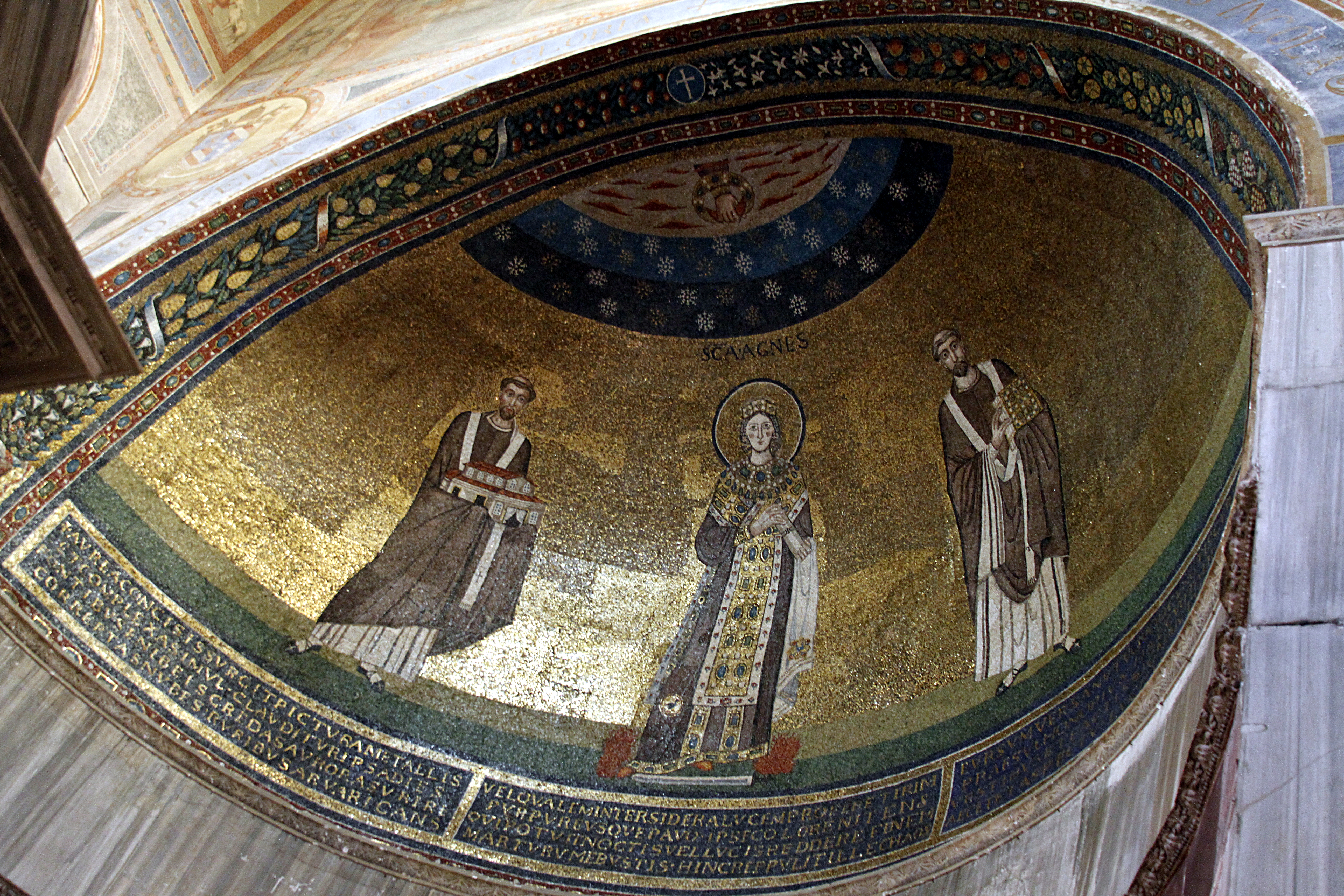
Mosaico de Santa Inês flanqueada pelos papas Honório I e Símaco na semicúpula da abside
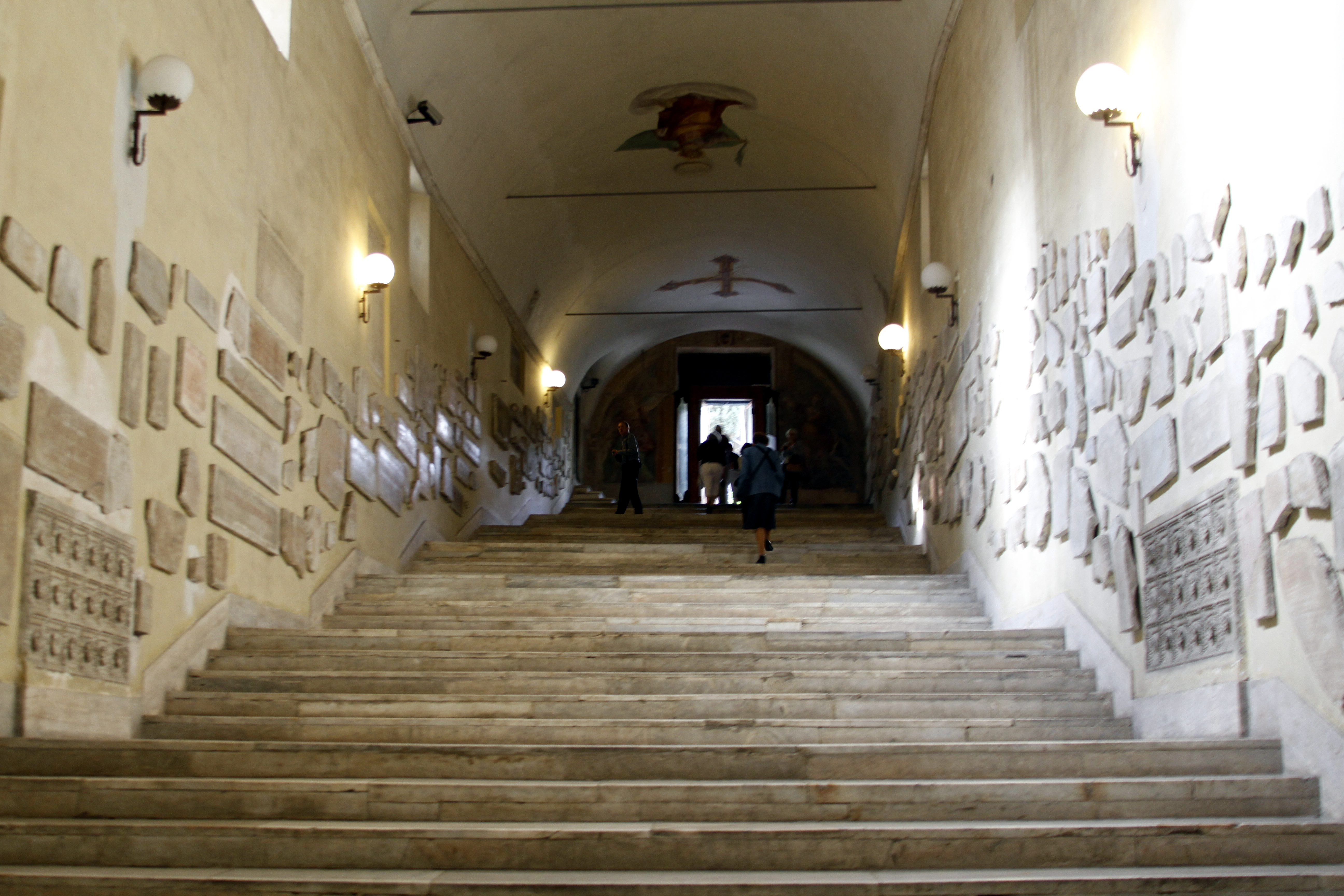
Escadaria com as inscrições e pinturas retiradas das catacumbas
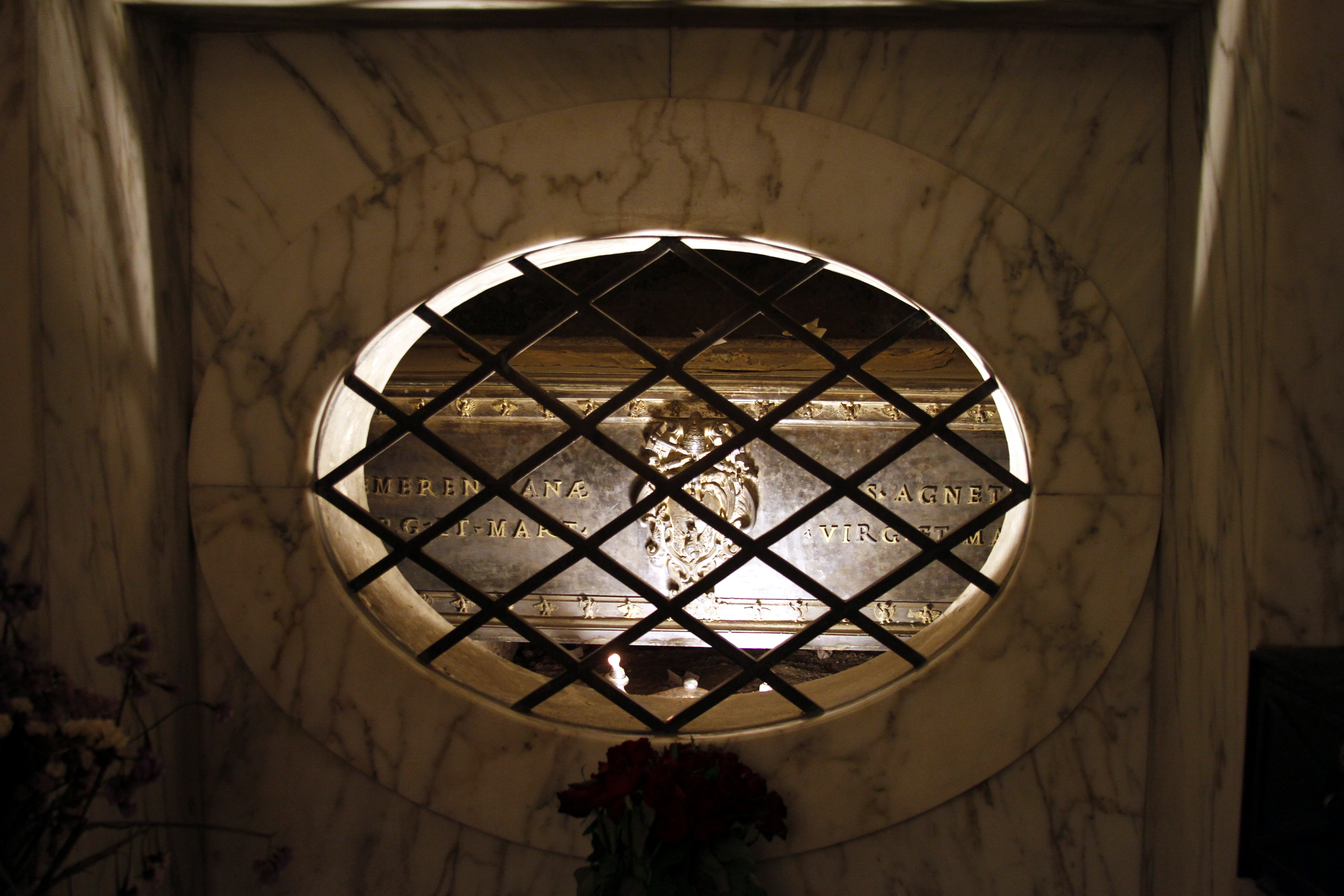
Túmulo de Santa Inês de Roma na cripta
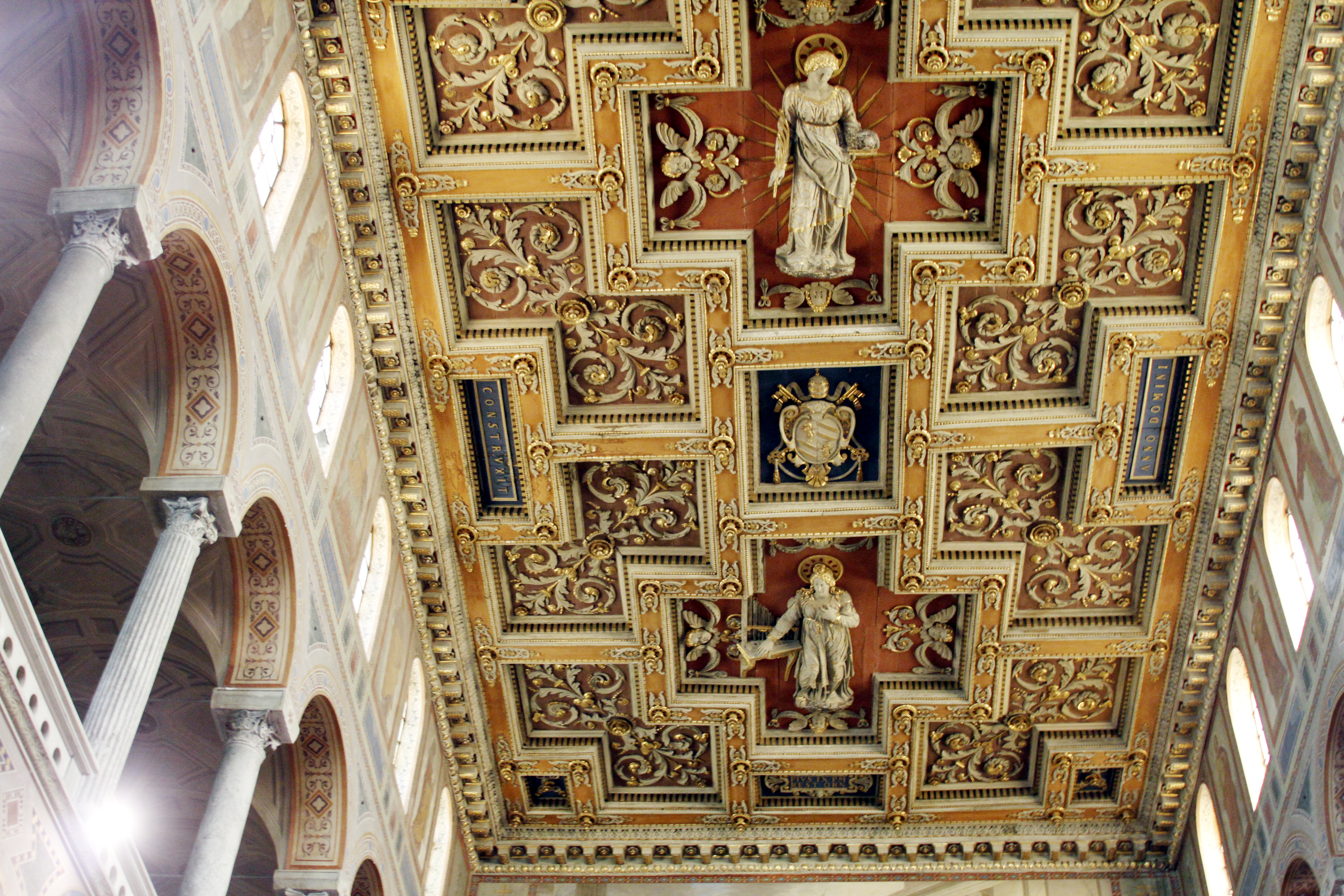
Teto da nave em caixotões